# Hội trường Quốc hội (Warszawa)

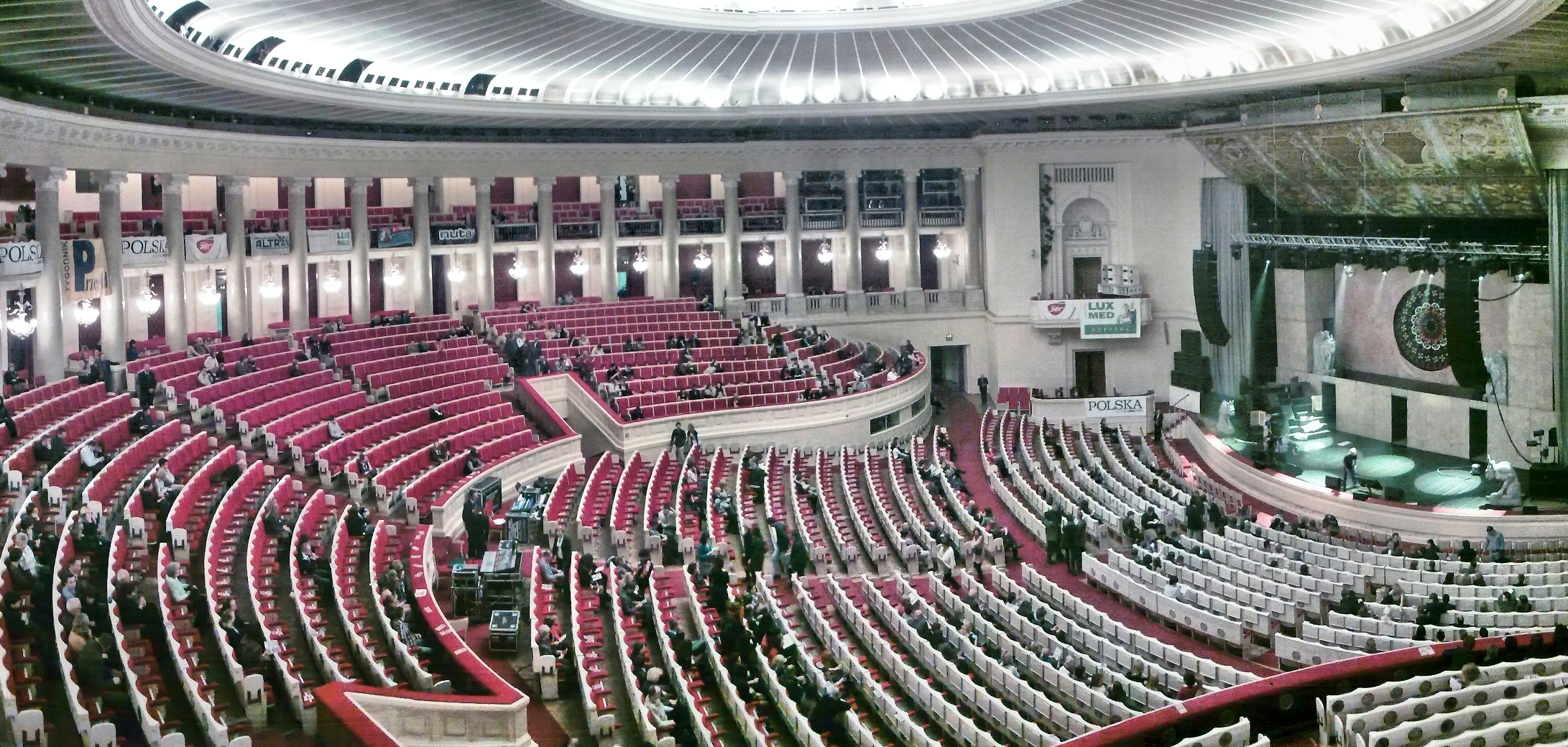
Nội thất của Hội trường

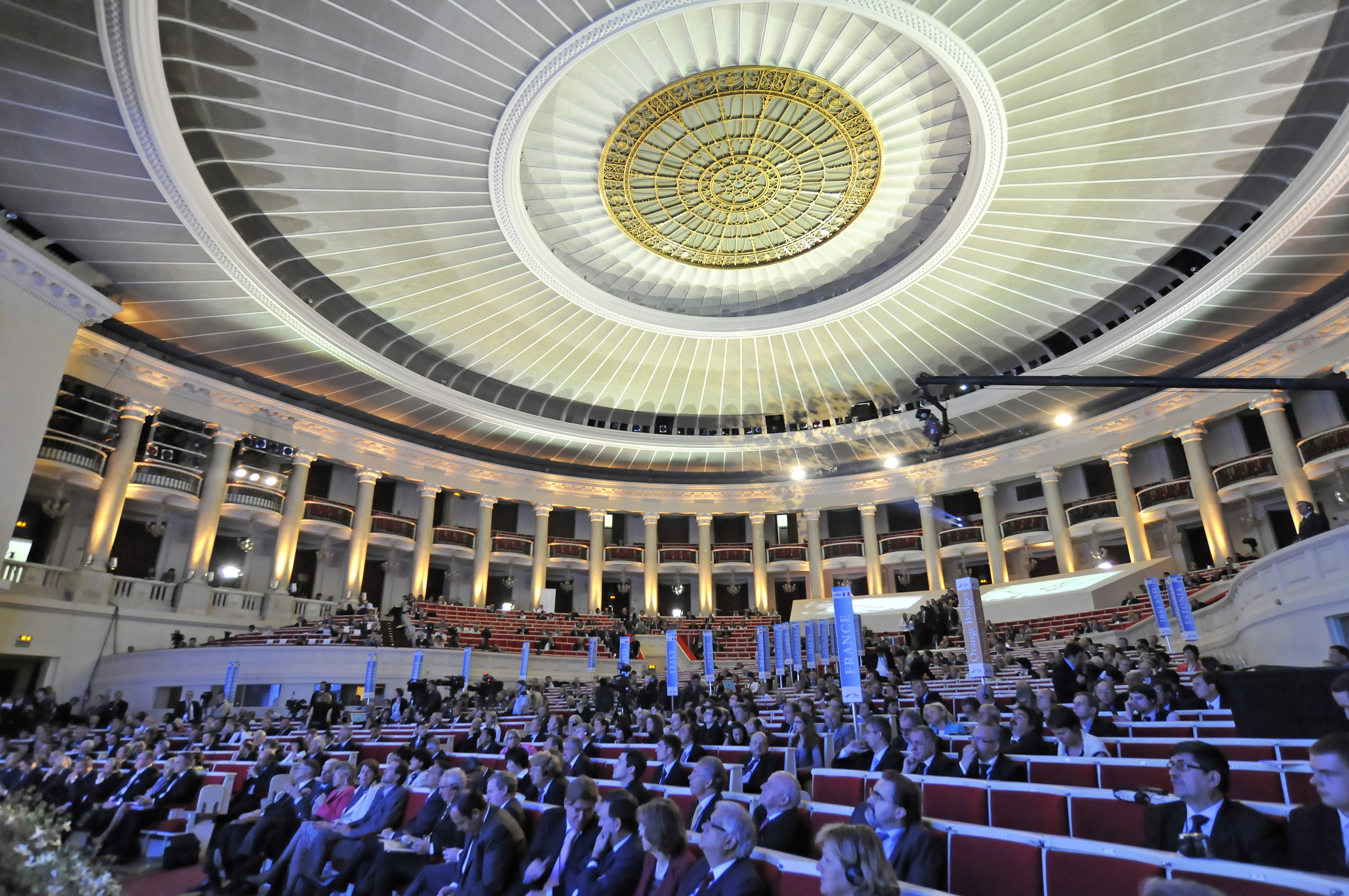
Hội trường trong Đại hội Đảng Nhân dân Châu Âu năm 2009

Hội trường Quốc hội (tiếng Ba Lan: Sala Kongresowa) là một nhà hát với 2.880 chỗ ngồi tại Cung văn hóa và Khoa học ở Warsaw, Ba Lan. Nó được mở cửa vào năm 1955.
Hội trường, từng là địa điểm của các đại hội Đảng Cộng sản, đóng cửa trong khoảng 2 năm kể từ tháng 7 năm 2014 để cải tạo, hiện đại hóa và cải tiến cho an toàn cháy nổ với chi phí 45 triệu đồng złoty Ba Lan.

## Biểu diễn âm nhạc và lễ hội
Những màn trình diễn trong quá khứ bao gồm các chương trình của Marlene Dietrich (1964 và 1966), King Crimson, Procol Harum, Pat Metheny, The Rolling Stones (1967), Paul Anka, Charles Aznavour, Juliette Greco, Lou Reed, Keith Jarrett, Joe Cocker, Leonard Cohen (1985), Diana Krall và Yes. Các buổi biểu diễn âm nhạc gần đây đã bao gồm Tangerine Dream (năm 1997), Patti Smith (năm 2002), Kraftwerk (năm 2004), Dead Can Dance (năm 2005) và Katie Melua (2014). Nhà hát đã tổ chức các đại hội kín của các công ty như Microsoft, Nationale Nederlanden, Liên minh thương mại và Zepter International. Vào năm 2006, nhà hát đã tổ chức vòng chung kết cuộc thi Hoa hậu Thế giới 2006.